# Exit Speed
Pour plus de détails, voir Fiche technique et Distribution.
Exit Speed, Le Bus Infernal en France (Sortie mortelle au Québec), est un film américain réalisé par Scott Ziehl, sorti en 2008.

## Synopsis
Merideth Cole est caporal et déserteuse, elle prend le bus pour El Paso, Texas le soir de Noël pour éviter le sergent Archie Sparks qui est à sa recherche. Le bus est attaqué par des motards et finit sa course dans une casse auto où les passagers tiennent le siège.

## Fiche technique
- Titre : Exit Speed
- Titre original : Exit Speed
- Réalisation : Scott Ziehl
- Scénario : Michael Stokes
- Production : Annie Biggs, Sally Helppie, Kathleen Helppie-Shipley, Michael Stokes
- Budget : 3 750 000 $
- Musique : Doug Besterman
- Photographie : Thomas L. Callaway (en)
- Montage : Marshall Harvey
- Décors : Eric Whitney
- Costumes : Janet Lucas Lawler
- Pays d'origine : États-Unis
- Format : Couleurs - 1,85:1 - Dolby Digital - 35 mm
- Genre : Thriller, action et drame
- Durée : 91 minutes
- Date de sortie : 26 août 2008

## Distribution
- Desmond Harrington : Sam Cutter
- Lea Thompson : Maudie McMinn
- Julie Mond : Merideth Cole
- Alice Greczyn : Annabel Drake
- Fred Ward : Sergent Archie Sparks
- Gregory Jbara : Jerry Yarbro
- David Rees Snell : Danny Gunn
- Kelli Dawn Hancock : Desiree
- Nick Sowell : Duke
- Everett Sifuentes : Mr. Vargas
- Wally White : Walter Lindley
- Danielle Beacham : Joey Ryan
- Asante Jones : Sheriff Tom Jasper
- Roy Samuelson : Vic Towbridge
- Denise Lee : Louella Burton
- Jennifer Sipes : Rachel
- Jonny Cruz : Eric
- Julia Smathers : Polly
- Marin Rose : Gracie McMinn
- Samantha Smathers : Emma McMinn
- Jayne Royall : Miss Dorothy
- Kelli LaSalle : Hanging Woman
- Jason Hammond : Homme en cage
- Eric Whitney : M.P.

## Autour du film
Le film a été tourné à Dallas, Texas.

## Distinctions
Nomination aux Golden Reel Awards pour meilleur montage son direct-to-video (Best Sound Editing - Direct to Video).